# Egnasia castanealis
Egnasia castanealis là một loài bướm đêm trong họ Noctuidae.